# Jude Thaddeus Okolo
Jude Thaddeus Okolo (en español: Judas Tadeo Okolo) (Kano, Nigeria, 18 de diciembre de 1956) es un arzobispo nigeriano y diplomático de la Santa Sede. Actualmente es nuncio apostólico en República Checa.

## Biografía
Nació en Kano, Nigeria, el 18 de diciembre de 1956.
Fue ordenado presbítero el 2 de julio de 1983 para la Arquidiócesis de Onitsha, Nigeria, por el arzobispo Francis Arinze.
Estudió derecho canónico y entró en el servicio diplomático de la Santa Sede, el 1 de junio de 1990.
Más tarde se incardinó en la diócesis de Nnewi, el 9 de noviembre de 2001.
Trabajó en las nunciaturas de Sri Lanka, Haití, Antillas Menores, Suiza, República Checa y Australia.
El 2 de agosto de 2008 fue nombrado por el papa Benedicto XVI como nuncio apostólico en República Centroafricana y Chad, y arzobispo titular de Novica. Fue ordenado obispo el 27 de septiembre de 2008 por el cardenal Francis Arinze.
El 7 de octubre de 2013, fue trasladado como nuncio apostólico de República Dominicana por el papa Francisco.
El 13 de mayo de 2017 el papa Francisco lo nombró nuncio apostólico en Irlanda.
El 1 de mayo de 2022 el papa Francisco lo nombró nuncio apostólico en República Checa.
Habla varios idiomas: inglés, francés, italiano, alemán, español y checo.  